# 利涅尔 (卢瓦-谢尔省)
利涅尔（法語：Lignières，法語發音：[liɲɛʁ]）是法国卢瓦-谢尔省的一个市镇，属于旺多姆区。

## 地理
利涅尔（47°51'55"N, 1°10'59"E）面积15.77 平方千米，位于法国中央-卢瓦尔河谷大区卢瓦-谢尔省，该省份为法国中北部省份，北起厄尔-卢瓦省，东北接卢瓦雷省，东南接谢尔省，南至安德尔省，西南接安德尔-卢瓦尔省，西北接萨尔特省。
与利涅尔接壤的市镇（或旧市镇、城区）包括：拉沙佩勒昂谢里、弗雷特瓦勒、珀祖、勒奈、维耶维勒赖耶、新乌克。

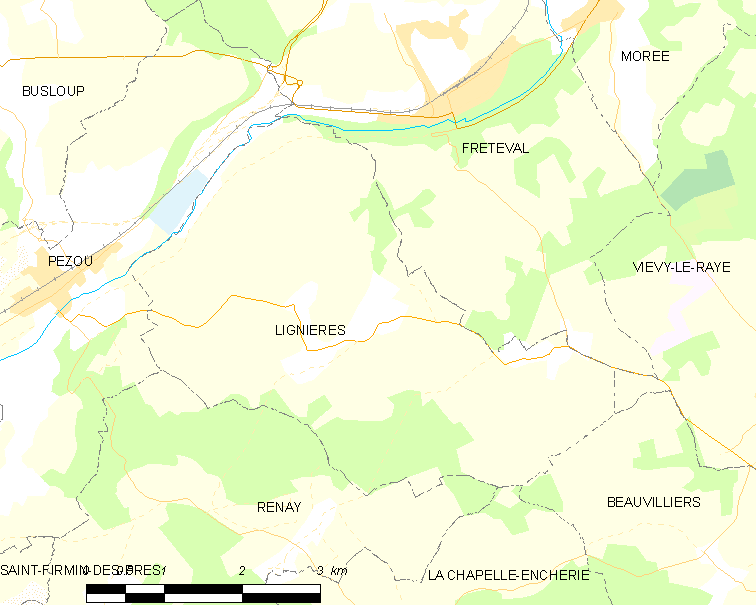
的OSM定位图

利涅尔的时区为UTC+01:00、UTC+02:00（夏令时）。

## 行政
利涅尔的邮政编码为41160，INSEE市镇编码为41115。

## 政治
利涅尔所属的省级选区为佩尔什县。

## 人口

1962-2008年间人口变化图示

利涅尔于2022年1月1日时的人口数量为409人。